# ۱۱۵۵ (خورشیدی)
۱۱۵۵ هزار و صد و پنجاه و پنجمین سال هجری خورشیدی است.

## رویدادها
- انتخاب کابل به‌عنوان پایتخت افغانستان از سوی تیمورشاه،فرزند احمدشاه ابدالی